# Aranyfoltos púposszövő
Az aranyfoltos púposszövő (Leucodonta bicoloria) a púposszövőfélék családjába tartozó, Eurázsiában honos éjjeli lepkefaj. 

## Megjelenése
Az aranyfoltos púposszövő szárnyfesztávolsága 3,2-4 cm. Feje és tora fehér, gallérja kissé sárgás. Potroha fehér, halványszürkén gyűrűzött; a nőstényeknél sárgás is lehet. Szárnyai fehérek, a nősténynél néha halványsárgásak. A belső harántsávot két fordított 3-as alakú, fekete vagy feketésbarna rajzolat jelzi;ezekhez narancsvörös foltok kapcsolódnak, amelyek közül az alsó eléri a szaggatott fekete vonalkákkal jelzett külső harántsávot. Egy halványabb okkerszínű folt a külső szegletnél is található. A hátsó szárny, a szárnyak fonákja és a rojt fehér.
Változékonysága nem számottevő.
Petéi kerekdedek, halványzöld színűek. 
Hernyója zöld, halványzöld és halványsárga hosszanti csíkokkal, fekete légzőnyílásokkal. Púpjai nincsenek. Bábja feketésbarna. 

### Hasonló fajok
Magyarországon nem él másik, hozzá hasonló faj. 

## Elterjedése
Eurázsiában honos, Franciaországtól egészen Japánig. Magyarországon ritka, a Zemplénben, a Bükkben, a Kőszegi-, és a Soproni-hegységben, valamint szórványosan néhány egyéb helyen ismertek állományai.  

## Életmódja
Hegyvidéki és homoki erdőkben, láperdőkben él, ahol hernyója tápnövényét megtalálja.   
Évente egy nemzedéke nő fel, imágóit május-júniusban lehet látni. Éjszaka aktív, a mesterséges fény vonzza. Hernyója elsősorban nyír, ritkábban hárs és tölgy leveleivel táplálkozik, főleg a lombkorona felső részében. Kifejlődve a talajon, levelek között laza, fehéres szövedékben bebábozódik. Bábként telel át. 
Magyarországon védett, természetvédelmi értéke 10 000 Ft.

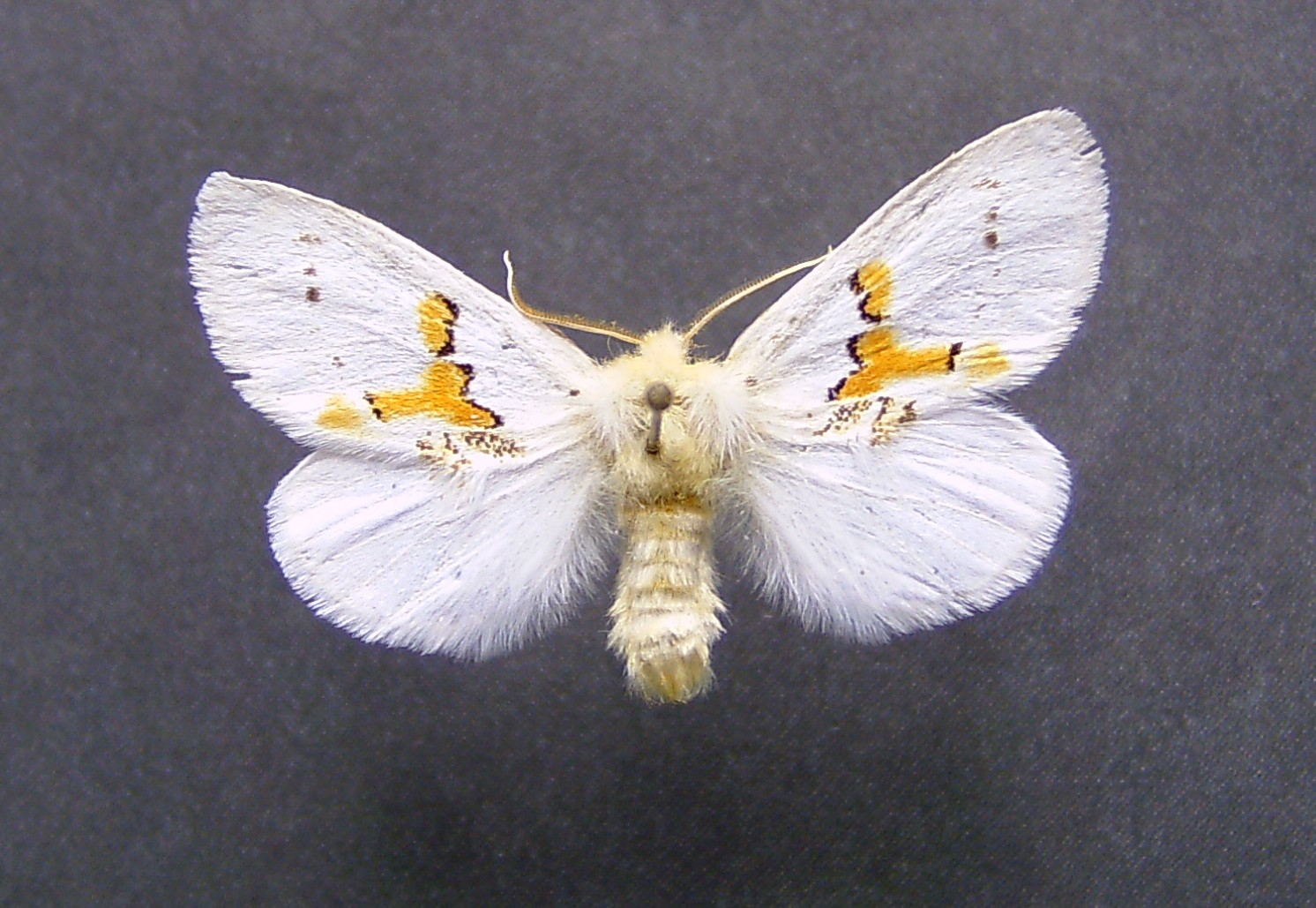
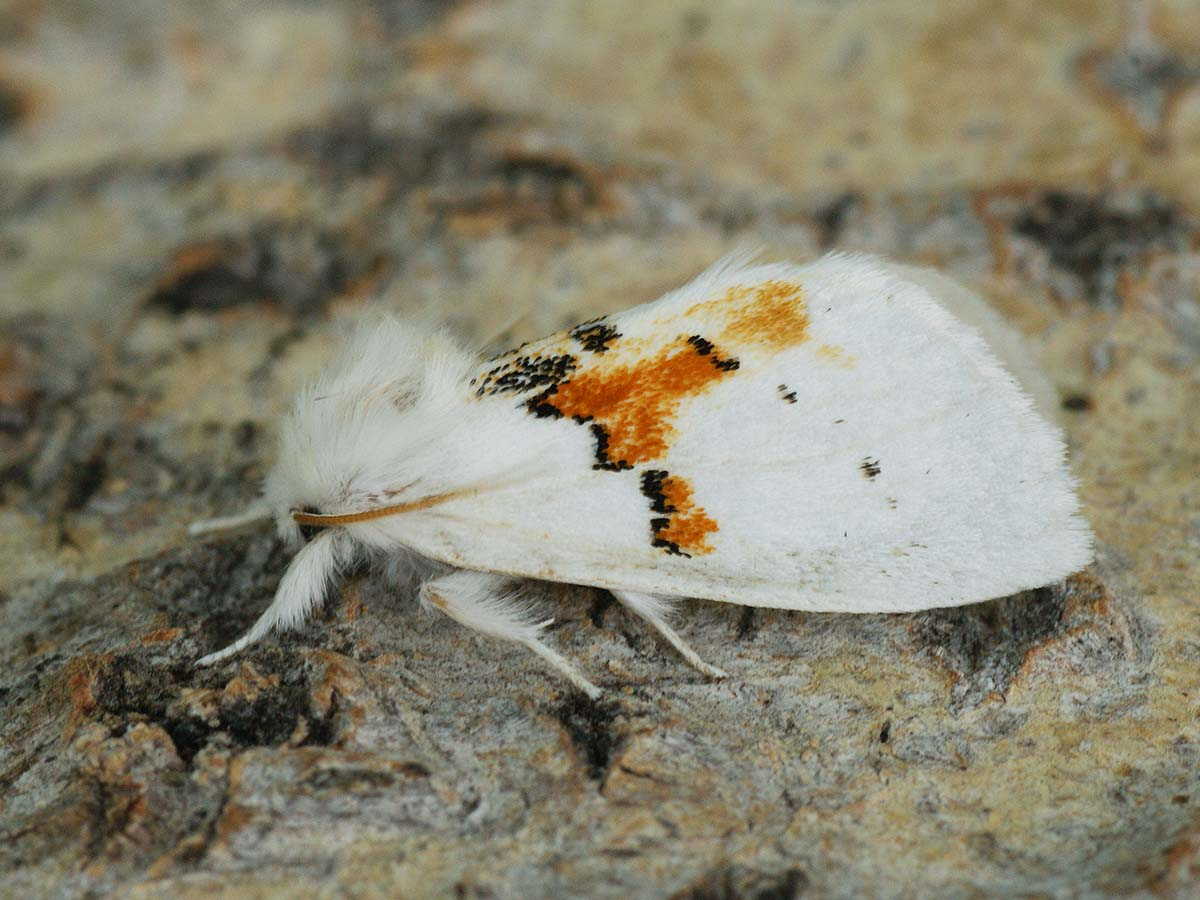
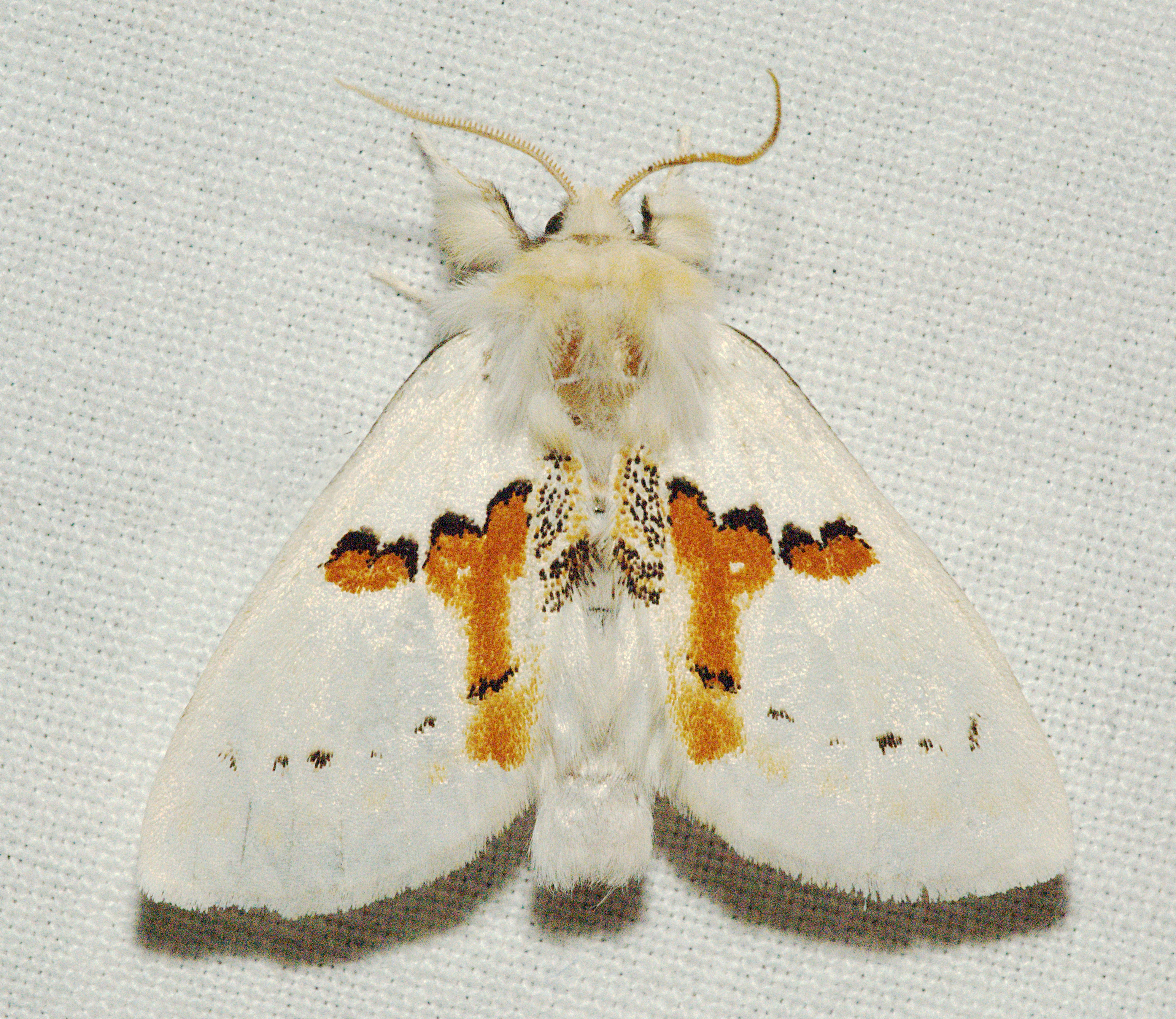
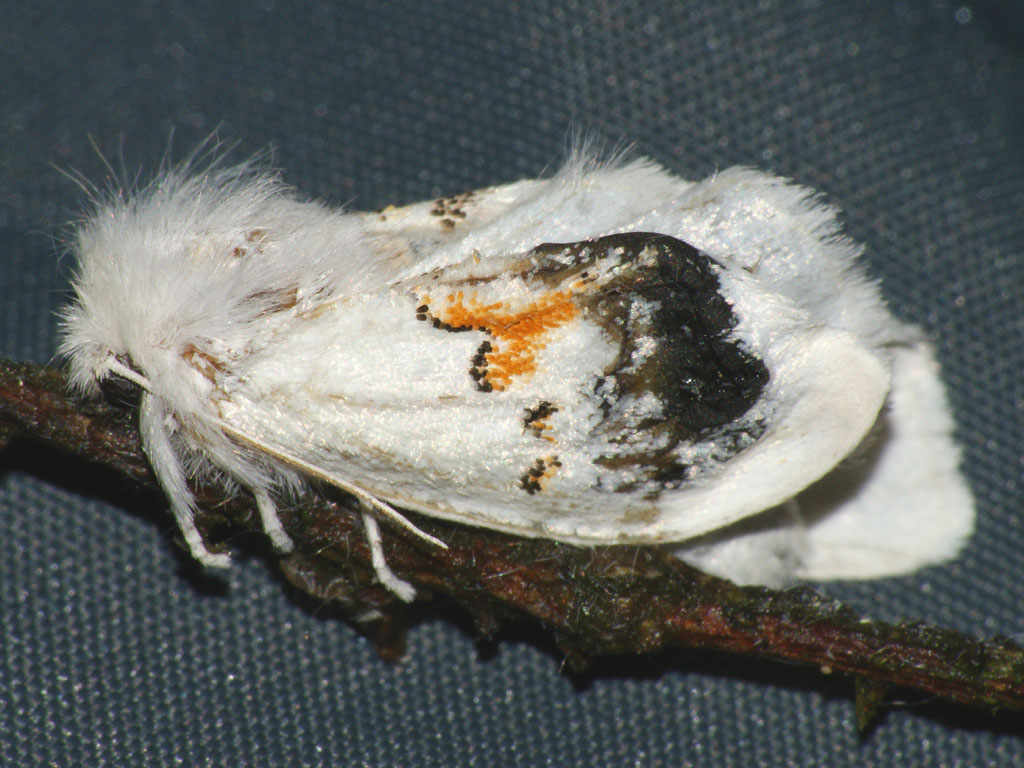